# 蒙特勒伊勒加
蒙特勒伊勒加（法語：Montreuil-le-Gast，法語發音：[mɔ̃tʁœj lə ɡa]）是法国伊勒-维莱讷省的一个市镇，位于该省中北部，属于雷恩区。

## 地理
蒙特勒伊勒加（48°14'49"N, 1°43'36"W）面积9.14 平方千米，位于法国布列塔尼大區伊勒-维莱讷省，该省份为法国西北部沿海省份，位于布列塔尼半岛东部，北濒大西洋，西接阿摩尔滨海省和莫尔比昂省，南至大西洋卢瓦尔省，西南端接曼恩-卢瓦尔省，东临马耶讷省，东北与芒什省接壤。
与蒙特勒伊勒加接壤的市镇（或旧市镇、城区）包括：默莱斯、拉梅济耶尔、伊勒河畔圣梅达尔、维尼奥克。

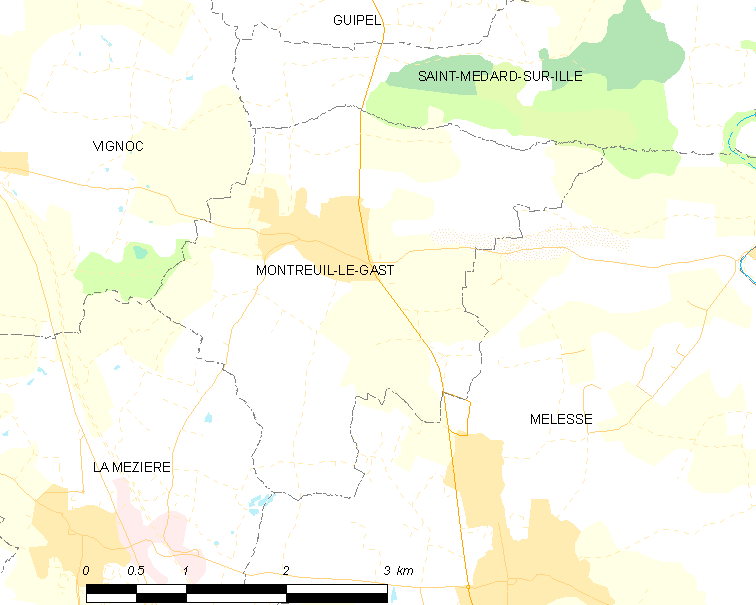
蒙特勒伊勒加的OSM定位图

蒙特勒伊勒加的时区为UTC+01:00、UTC+02:00（夏令时）。

## 行政
蒙特勒伊勒加的邮政编码为35520，INSEE市镇编码为35193。

## 政治
蒙特勒伊勒加所属的省级选区为默莱斯县。

## 人口

1962-2008年间蒙特勒伊勒加人口变化图示

蒙特勒伊勒加于2022年1月1日时的人口数量为2048人。